# CV-32
La carretera CV-32 o carretera de la Gombalda uneix la V-21 amb la A-7 i CV-305. Circumval·la Massalfassar, Massamagrell i Museros.

## Nomenclatura

Indicador

La carretera CV-32 (Carretera de la Gombalda) pertany a la Xarxa de Carreteres de la Generalitat Valenciana, comunica la A-7 amb la V-21.

## Història
Anteriorment la CV-32 no existia com a tal, és de nova construcció.

## Traçat actual
La CV-32 és un eix que comunica la A-7 amb la V-21, establint un accés tant a la A-7 i a la V-21 per a les poblacions de L'Horta Nord com Museros, Massalfassar i Massamagrell i els seus respectius polígons industrials.
El seu itinerari comença com a carretera convencional a la redona que enllaça amb la CV-305 que uneix Montcada amb Serra i Nàquera, a continuació es dirigeix en direcció est a enllaçar amb la A-7.
La CV-32 continua cap a Museros, Massalfassar i Massamagrell a on enllaça amb la CV-300. A partir d'ací ha estat duplicat i convertit en autovia fins a l'enllaç amb la V-21.

## Recorregut
| Velocitat       | Esquema                              | Eixida | Sentit V-21 (descendent)                                           | Sentit A-7 (ascendent)                                             | Carretera |
| --------------- | ------------------------------------ | ------ | ------------------------------------------------------------------ | ------------------------------------------------------------------ | --------- |
| Limitació a 40  | Inici de carretera                   |        | Inici CV-32                                                        | Final CV-32                                                        |           |
| Limitació a 70  | Carretera                            |        |                                                                    |                                                                    |           |
| Limitació a 40  | Trencall                             |        | Alacant                                                            | Alacant                                                            | A-7       |
| Limitació a 70  | Carretera                            |        |                                                                    |                                                                    |           |
| Limitació a 40  | Trencall                             |        | Nàquera                                                            | Nàquera                                                            | CM-305    |
| Limitació a 70  | Carretera                            |        |                                                                    |                                                                    |           |
| Limitació a 40  | Trencall                             |        | Alacant                                                            | Alacant                                                            | A-7       |
| Limitació a 70  | Carretera                            |        |                                                                    |                                                                    |           |
| Limitació a 40  | Trencall                             |        | Castelló Barcelona                                                 | Castelló Barcelona                                                 | A-7       |
| Limitació a 80  | Incorporació a autovia               |        | Doble carril                                                       |                                                                    |           |
| Limitació a 100 | Sortida-entrada autovia              | 7      | Zona industrial                                                    | Zona industrial                                                    |           |
| Limitació a 100 | Sortida-entrada autovia              | 6      | Zona industrial Massamagrell oest                                  | Zona industrial Massamagrell oest                                  |           |
| Limitació a 80  | Final d'autovia                      |        |                                                                    | Doble carril                                                       |           |
| Limitació a 80  | Sortida a la dreta                   |        | Museros                                                            |                                                                    |           |
| Limitació a 40  | Trencall                             |        | Dreta: Museros Esquerra:Massamagrell                               | Dreta: Massamagrell Esquerra: Museros                              | CV-317    |
| Limitació a 80  | Sortida a la dreta                   |        | Museros València Polígon industrial                                |                                                                    | CV-300    |
| Limitació a 80  | Incorporació a autovia               |        | Doble carril                                                       |                                                                    |           |
| Limitació a 40  | Trencall                             |        | Dreta: València/Albalat dels Sorells Esquerra: La Pobla de Farnals | Dreta: La Pobla de Farnals Esquerra: València/Albalat dels Sorells | CV-300    |
| Limitació a 100 | Sortida-entrada autovia              |        | Massalfassar                                                       | Massalfassar                                                       | CV-3169   |
| Limitació a 40  | Trencall                             |        | Dreta: Polígon industrial Esquerra:                                | Dreta: Esquerra: Polígon industrial                                |           |
| Limitació a 70  | Autovia o autopista                  |        |                                                                    |                                                                    |           |
| Limitació a 40  | Final d'autovia i enllaç amb autovia |        | Final CV-32                                                        | Inici CV-32                                                        | V-21      |

## Futur de la CV-32
Es preveu el duplicat total de tot el seu recorregut i la construcció i millora dels enllaços amb la A-7 i la V-21.